# Дун Чжо
Дун Чжо (董卓) (?? — 22 травня 192 — впливовий китайський полководець епохи занепаду династії Хань (206 до н. е. — 220).

## Біографія
Дун Чжо народився в Лунсі. Брав участь у придушенні повстання жовтих пов'язок, де зазнав кілька поразок і був зміщений з посади командувача, проте, підкупивши придворних євнухів був призначений ци-ши округу Силян і отримав у підпорядкування двохсоттисячне військо. Після смерті імператора Лін-ді в 189 році до влади приходить один із його синів Бянь, підтримуваний своїм дядьком — полководцем Хе Цзінь. Незабаром Хе Цзінь був убитий придворними євнухами, його сподвижники взяли штурмом палац і почали мстити. Тоді Дун Чжо вводить свої війська в Лоян.
У 190 році він зміщує імператора Бяня і зводить на трон іншого сина Лін-ді — Се (Сянь-ді). Захопивши владу, Дун Чжо тримає в страху чиновників, зневажає древні традиції, його війська вбивають і грабують мирних жителів. Ци-ши округу Цзінчжоу Дін Юань виступає з військами проти Дун Чжо. Хоча Дун Чжо зазнав поразки в першому бою, йому вдалося переманити на свій бік одного з воєначальників Дін Юаня — Люй Бу, який вбив Дін Юаня.
Дії Дун Чжо викликали велике обурення серед чиновників і знаті. Чиновник У Фоу зробив замах на Дун Чжо, але був схоплений і страчений. Пізніше Цао Цао намагався вбити Дун Чжо, але спроба виявилася невдалою і Цао Цао довелося бігти зі столиці в Ченьлю. Звідти він розіслав послання із закликом до повалення Дун Чжо. Незабаром, за підтримки багатих поміщиків і землевласників, була зібрана армія, яку очолив Юань Шао. Через взаємну підозрілість та нескоординовість дії війська Юань Шао зазнали кілька поразок. Проте у результаті Дун Чжо призначив новою столицею Чан'ань і відступив туди, Лоян ж був попередньо розграбований, а імператорські палаци спалені.
Після взяття колишньої столиці ополчення під проводом Юань Шао розвалилося. У Чан'ань Дун Чжо присвоїв собі новий титул, стратив неугодних йому чиновників, жорстоко вбив склавших йому воїнів. Серед його наближених, наляканих тиранією Дун Чжо, виникла змова на чолі з си-ту Ван Юнем. Йому вдалося переманити на свій бік генерала Люй Бу, пу-ше-ши Сунь Жуя, придворного си-ли Хуан Юаня. Під приводом, що імператор вирішив відмовитися від титулу на користь Дун Чжо, Лі Су виманив його з фортеці Мейу. Коли Дун Чжо опинився в руках змовників, 22 травня 192 року в Чан'ані він був ними убитий.
Сім'я: брат Дун Мінь, племінник Дун Хуань.

## Роль в історії
Знищення Лояна під проводом Дун Чжо, серед інших втрат, призвело до загибелі колосальної кількості книг. Серед іншого, були сильно пошкоджені Кам'яні канони епохи Сіпін при імперській академії.

## У поп-культурі
- Дун Чжо — один з гральних персонажів серії ігор Dynasty Warriors і Warriors Orochi.
- Дун Чжо один з персонажів у аніме Souten Kouro
- Дун Чжо — основний антагоніст Total War: Three Kingdoms